# Benê Zambonetti
Benê Zambonetti foi um cantor e compositor paulistano, dono de vasto repertório na música regional, na música de raiz, no samba, na balada e, até mesmo, no blues. Autodidata, trabalhou como músico da noite até sua morte, por parada cardíaca, em 1 de janeiro de 2005.

## Carreira musical
O relacionamento musical de Benê contou com a participação de Zé Keti, Carmen Queiroz, Teresa Cristina di Sampa, Toninho Ciardulo, Chico de Assis, entre outros. Além de ser um músico da noite, apresentava-se no SESC Pompéia, no Carmo, bem como em teatros como o Sérgio Cardoso.
Ligado à ecologia, várias de suas músicas marcaram pelo cunho ambiental, a ONG Rede Antena Verde possui uma música composta por ele.
Foi conhecido como um cantor com grande potência de voz, tendo sido apelidado de Trovão da MPB.

## Gravações
- No álbum Do Meu Jeito, (2004), de Carmen Queiroz, teve duas composições incluídas, sendo elas: Avarandado e Sozinha.[2]
- No álbum Leite Preto, (2000), de Carmen Queiroz, teve a sua música, em parceria com Roberto de Oliveira, Leite Preto incluída.[2]
- No álbum Tal Magia, de Murilo Bispo, figuram três de suas composições: Noite Negra, Aldeia de Coitados e Tal Magia.